# Onthophagus rufobasalis
Onthophagus rufobasalis là một loài bọ cánh cứng trong họ Bọ hung (Scarabaeidae).